# Jozef Stümpel
Jozef Stümpel (Nitra, 20 luglio 1972) è un hockeista su ghiaccio slovacco.

## Palmarès

### Mondiali
- 2 medaglie:
  - 1 oro (Svezia 2002)
  - 1 bronzo (Finlandia 2003)